# Цунта
Цунта — село в Цунтинском районе Дагестана. Административный центр Цунтинского района.

## География
Село расположено на правом берегу реки Кидеро, в 152 км к юго-западу от города Махачкала.

Ближайшие населённые пункты: на северо-востоке — село Цехок, на северо-западе — село Зехида, на юго-западе — село Эльбок, на юго-востоке — село Кидеро.

## История
Образовано в 2013 году в соответствии с Постановлением Народного Собрания Республики Дагестан от 26 сентября 2013 года № 619-V «О внесении изменений в административно-территориальное устройство Республики Дагестан».
Административный центр Цунтинского района с 2017 г.